# Adréi
Adréi. Revista de Lliteratura va ser una revista espanyola en asturià dedicada a la creació literària. Publicada a Oviedo (Astúries), va ser dirigida pels escriptors Xuan Bell i Berta Piñán, que en van ser els fundadors juntament amb Esther Prieto. Va néixer el 1986 i es van arribar a editar set exemplars. Aquesta publicació va conviure amb la revista de l'Acadèmia de la Llingua Asturiana, Lletres Asturianes. En l'última no es produïa cap mena de selecció de l'obra que anava a publicar-se.
A la revista Adréi van conviure dues tendències. D'una banda, com a revista generacional, on es publicaren treballs d'autors coetanis amb els directors com Antón García, Concha Quintana o Xilbertu Pla. D'altra banda també van tenir un lloc en la revesta per a autors consagrats com Xuan Xosé Sánchez Vicente, o els vinculats al Conceyu d'Asturies de Madrid com Alfonso Velázquez o Xosé Álvarez, Pin.
El número 5-6, editat el 1990, va estar dedicat a la poesia catalana, i incloia traduccions a l'asturià de poemes de Carles Riba, Josep Vicenç Foix, Joan Salvat-Papasseit, Pere Quart, Salvador Espriu i Vicent Andrés Estellés, entre d'altres.
El setè i últim número va parèixer el 1992